# Мурата Канако
Мурата Канако (яп. むらたかなこ; нар. 10 серпня 1993, префектура Ехіме) — японська борчиня вільного стилю, чемпіонка та дворазова срібна призерка чемпіонатів Азії, дворазова володарка Кубків світу, бронзова призерка Універсіади.

## Життєпис
Боротьбою почала займатися з 2009 року. Була чемпіонкою Азії серед кадетів 2009 року. Наступного року стала чемпіонкою Азії серед юніорів. Того ж року виборола бронзову нагороду на чемпіонаті світу серед юніорів. У 2011 та 2012 роках ставала чемпіонкою світу серед юніорів.
Виступає за борцівський клуб Університету Ніхон, Токіо. Тренер — Ріо Канегама.

## Спортивні результати на міжнародних змаганнях

### Виступи на Чемпіонатах Азії
| Змагання                       | Збірна | Вагова категорія          | Місце  |
| ------------------------------ | ------ | ------------------------- | ------ |
| Чемпіонат Азії з боротьби 2012 | Японія | жіноча боротьба, до 55 кг | Золото |
| Чемпіонат Азії з боротьби 2013 | Японія | жіноча боротьба, до 55 кг | Срібло |
| Чемпіонат Азії з боротьби 2015 | Японія | жіноча боротьба, до 63 кг | Срібло |

### Виступи на Кубках світу
| Змагання                    | Збірна | Вагова категорія          | Місце  |
| --------------------------- | ------ | ------------------------- | ------ |
| Кубок світу з боротьби 2012 | Японія | жіноча боротьба, до 55 кг | 8      |
| Кубок світу з боротьби 2014 | Японія | жіноча боротьба, до 55 кг | Золото |
| Кубок світу з боротьби 2015 | Японія | жіноча боротьба, до 60 кг | Золото |

### Виступи на інших змаганнях
| Змагання                                       | Збірна | Вагова категорія          | Місце  |
| ---------------------------------------------- | ------ | ------------------------- | ------ |
| Золотий Гран-прі з боротьби 2011 (Красноярськ) | Японія | жіноча боротьба, до 55 кг | Золото |
| Klippan Lady Open 2011                         | Японія | жіноча боротьба, до 55 кг | Срібло |
| Золотий Гран-прі з боротьби 2011 (Баку)        | Японія | жіноча боротьба, до 55 кг | Срібло |
| Золотий Гран-прі з боротьби 2012 (Красноярськ) | Японія | жіноча боротьба, до 55 кг | Золото |
| Золотий Гран-прі з боротьби 2012 (Баку)        | Японія | жіноча боротьба, до 55 кг | Золото |
| Літня Універсіада 2013                         | Японія | жіноча боротьба, до 55 кг | Бронза |
| Гран-прі «Іван Яригін» 2014                    | Японія | жіноча боротьба, до 55 кг | Золото |

### Виступи на змаганнях молодших вікових груп
| Змагання                                      | Збірна | Вагова категорія          | Місце  |
| --------------------------------------------- | ------ | ------------------------- | ------ |
| Чемпіонат Азії з боротьби серед кадетів 2009  | Японія | жіноча боротьба, до 60 кг | Золото |
| Чемпіонат Азії з боротьби серед юніорів 2010  | Японія | жіноча боротьба, до 59 кг | Золото |
| Чемпіонат світу з боротьби серед юніорів 2010 | Японія | жіноча боротьба, до 59 кг | Бронза |
| Чемпіонат світу з боротьби серед юніорів 2011 | Японія | жіноча боротьба, до 55 кг | Золото |
| Чемпіонат світу з боротьби серед юніорів 2012 | Японія | жіноча боротьба, до 55 кг | Золото |